# Kanton Fontenay-aux-Roses
Kanton Fontenay-aux-Roses (fr. Canton de Fontenay-aux-Roses) je francouzský kanton v departementu Hauts-de-Seine v regionu Île-de-France. Tvoří ho pouze město Fontenay-aux-Roses.